# Lincoln Goines

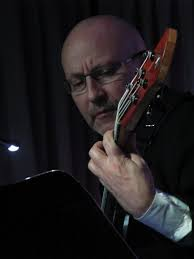
Lincoln Goines in 2014

Lincoln Goines (Oakland, 2 oktober 1953) is een Amerikaans jazzbassist (basgitaar en contrabas).

## Biografie
Goines groeide op met soul en beat, maar onder de indruk van John Coltrane's "A Love Supreme" en Miles Davis’ "Bitches Brew" koos hij voor de jazz. In Vancouver studeerde hij contrabas bij een voormalige bassist van het Vancouver Symphony Orchestra, tevens had hij les bij Eddie Gomez en Gary Karr. Beïnvloed door Steve Swallow stapte hij midden jaren 70 over op de elektrische basgitaar.
In 1977 ging hij naar New York, waar hij jarenlang werkte in de bands van Dave Valentin en Mike Stern. Hij begeleidde ook Sonny Rollins, Dave Grusin, Michael Brecker, Leni Stern, Tânia Maria, Gato Barbieri, Dizzy Gillespie, Eliane Elias, Wayne Krantz, Michel Camilo en Carly Simon, tevens was hij actief als studiomuzikant. Tussen 1977 en 2015 was hij in de jazz betrokken bij 152 opnamesessies.
Goines is ook actief als pedagoog. Hij schreef met drummer Robby Ameen het instructieboek Funkifying The Clave: Afro-Cuban Grooves für Bass und Drums (Alfred Publishing 1996). In 1986 ging hij les geven aan The Collective in New York; sinds 2008 werkt hij aan Berklee College of Music.